# Molibdeno
Il molibdeno è l'elemento chimico di numero atomico 42 (gruppo 6 della tavola periodica) e il suo simbolo è Mo. È il secondo elemento del gruppo 6 del sistema periodico (collocato tra il cromo e il tungsteno); fa quindi parte del blocco d, ed è un elemento di transizione della seconda serie (5° periodo). Il nome molibdeno deriva dal latino moderno molybdaenum, a sua volta coniato sul termine greco μόλυβδος (mólybdos), piombo, dato che i suoi minerali vennero inizialmente confusi con quelli del piombo.

## Caratteristiche
Il molibdeno è un metallo di colore grigio argenteo, molto duro (5,5 su scala Mohs) e alto fondente (2623 °C), il più alto tra gli elementi del 5° periodo, e ha uno tra i più bassi coefficienti di dilatazione termica. In piccola quantità ha un effetto indurente sull'acciaio. Come elemento è anche piuttosto elettronegativo (2,16 sulla scala Pauling).
Il molibdeno è importante come oligoelemento in quanto presente in alcuni enzimi di piante, batteri e animali, tra cui la xantina ossidasi e alcune nitrogenasi.

## Applicazioni
Oltre due terzi del molibdeno prodotto sono impiegati nelle leghe metalliche. L'uso del molibdeno è cresciuto notevolmente durante la seconda guerra mondiale, quando fu necessario trovare alternative al tungsteno per produrre acciaio di elevata durezza.
Ancora oggi il molibdeno è usato per produrre leghe ad alta durezza e acciai resistenti alle alte temperature. Leghe speciali contenenti molibdeno, come per esempio le Hastelloy sono notoriamente molto resistenti al calore e alla corrosione. Il molibdeno è usato nella produzione di parti di aerei e missili, nonché nei filamenti e nelle protesi dentarie.

Produzione mondiale di molibdeno a partire dal 1900

Il solfuro di molibdeno è un buon lubrificante, specialmente alle alte temperature. È usato come semiconduttore anche in applicazioni elettroniche (thin-film transistor, TFT). Il solfuro e ossido di molibdeno trova uso anche come catalizzatore nell'industria petrolchimica, specialmente in catalizzatori usati per rimuovere lo zolfo dal petrolio e dai suoi derivati. I catalizzatori di ossido a base di molibdeno sono utilizzati per reazioni di ossidazione selettiva; le applicazioni tipiche sono l'ossidazione del propano, del propilene o dell'acroleina all'acido acrilico. Inoltre viene utilizzato come lubrificante nelle scioline. È utilizzato anche per i rivestimenti, specchi speciali e celle solari.
L'isotopo 99Mo è impiegato nell'industria e nella medicina nucleare. Infatti è un precursore del tecnezio, elemento alla base di molti radiofarmaci.
I pigmenti a base di molibdeno hanno colori che variano tra il giallo intenso e l'arancione vivo e vengono usati nelle vernici, negli inchiostri e nei manufatti di plastica e di gomma.

## Storia
Il molibdeno (dal greco μόλυβδος mólybdos, "simile al piombo") non si trova puro in natura e i composti reperibili venivano confusi, fino al XVIII secolo, con composti di carbonio o piombo. Nel 1778 Carl Wilhelm Scheele capì che il molibdeno era un elemento diverso dalla grafite e dal piombo e riuscì a isolare l'ossido del metallo dalla molibdenite, un minerale. Nel 1782 Peter Jacob Hjelm isolò per primo un estratto impuro di molibdeno riducendo l'ossido con carbonio.
Dapprima il molibdeno fu poco usato e rimase confinato nei laboratori fino al tardo XIX secolo. Poi la Schneider and Co, una compagnia francese, provò a usare il molibdeno come agente legante per l'acciaio delle piastre di corazzatura e scoprì le sue utili proprietà.
 Dal molibdeno prende il nome inoltre la cosiddetta lista del molibdeno, elenco di richieste di materie prime e di materiali bellici che Benito Mussolini inviò alla Germania di Adolf Hitler come condizione per l'entrata dell'Italia nella seconda guerra mondiale; la lista venne presa come esagerazione dato che la richiesta italiana di molibdeno superava la produzione mondiale annua.

## Disponibilità
Il molibdeno si trova in minerali come la wulfenite (PbMoO4) o la powellite (CaMoO4), ma la principale sorgente commerciale di molibdeno è la molibdenite (MoS2). Il molibdeno è estratto come minerale primario, cioè esistono miniere di molibdeno, ed è anche recuperato come sottoprodotto dell'estrazione del rame. Il molibdeno è presente nel minerale in concentrazioni che vanno dallo 0,01% allo 0,5%. Circa la metà di tutto il molibdeno estratto nel mondo proviene dagli Stati Uniti, in cui la Phelps Dodge Corporation è il principale fornitore.
La missione russa Luna 24 scoprì un singolo granulo (0,6 μm) di molibdeno puro in un frammento di pirosseno prelevato dal Mare Crisium sulla Luna.

## Ruolo biologico
Tracce di molibdeno, in ragione di poche parti per milione, sono reperibili nelle piante e negli animali: il molibdeno è un oligonutriente necessario a molte forme di vita. Suoli poveri di molibdeno possono essere del tutto sterili e non permettere la crescita delle piante, in cui il molibdeno è coinvolto nei processi di azotofissazione e di riduzione dei nitrati. Infatti è presente nell'enzima batterico nitrogenasi, che da azoto atmosferico ed equivalenti riducenti genera molecole di ammoniaca.
Negli animali e nell'uomo sono stati identificati tre enzimi che hanno assoluto bisogno di molibdeno per il loro corretto funzionamento:
- la xantinaossidasi, che degrada l'ipoxantina in xantina e successivamente questa in acido urico;
- l'aldeideossidasi, enzima che ossida le aldeidi prodotte dal normale metabolismo intermedio e che serve anche a disintossicare il fegato dall'aldeide acetica prodotta durante il metabolismo dell'etanolo (assunzione di alcolici);
- e infine la sulfito ossidasi, anch'essa a principale localizzazione epatica e che ossida gli ioni solfito a ioni solfato (meno tossici).

Gli alimenti più ricchi in molibdeno sono le crucifere, i legumi e certi cereali. In certi animali, integrare la dieta con piccole quantità di molibdeno aiuta la crescita.

## Isotopi
Il molibdeno ha sei isotopi stabili e circa due dozzine di radioisotopi, di cui la gran parte ha emivita dell'ordine dei secondi. Il 99Mo è usato per creare 99Tc per l'industria degli isotopi nucleari. Il mercato per i prodotti del 99Mo ha un valore complessivo stimato dell'ordine di 100 milioni di dollari l'anno.

## Precauzioni
La polvere e i composti di molibdeno, come il triossido di molibdeno e i molibdati solubili in acqua possono essere leggermente tossici se respirati o ingeriti. I manuali di laboratorio riportano che il molibdeno, comparato con gli altri metalli pesanti, ha tossicità relativamente bassa. Difficilmente si osservano casi di tossicità acuta da molibdeno negli esseri umani, perché la dose necessaria è eccezionalmente elevata. È più probabile un'intossicazione cronica da molibdeno per esposizione in miniere, negli impianti di raffinazione o negli impianti chimici, ma a oggi non sono mai stati riportati casi simili. Mentre i composti solubili del molibdeno sono considerati leggermente tossici, quelli insolubili come il disolfuro di molibdeno usato per lubrificare sono considerati non tossici.
In ogni caso, catene di eventi ambientali legati al molibdeno possono provocare gravi conseguenze sulla salute. Nel 1996 in Svezia un aumento delle piogge acide vicino a Uppsala provocò una moria delle piante di cui si cibavano le renne della campagna circostante; questo spinse le renne affamate ad avventurarsi nei campi coltivati ad avena per sfamarsi. Purtroppo gli agricoltori, per riparare il terreno dalle piogge acide, avevano sparso molto calcare sui campi, alterandone il contenuto di alcuni elementi in traccia, fra cui il cadmio. Così l'avena, cresciuta su campi ricchi di oligoelementi, aveva concentrato nei suoi semi grandi quantità di molibdeno: quando le renne se ne cibarono il rapporto rame/molibdeno del loro fegato venne gravemente alterato, causando negli animali magrezza, decolorazione del pelo, ulcere, diarrea, convulsioni, cecità, osteoporosi e malattie cardiache.
Negli Stati Uniti il regolamento OSHA specifica che la massima esposizione al molibdeno in una giornata lavorativa di 8 ore durante una settimana di 40 ore non deve essere maggiore di 15 milligrammi per metro cubo. Il NIOSH invece consiglia un limite di esposizione di 5 000 mg per metro cubo.

## Composti del molibdeno
- Acido fosfomolibdico
- Acido molibdico
- Fase di Chevrel
- Molibdenite
- Molibdeno esacarbonile
- Wulfenite
- Ilsemannite
- Jordisite